# Saint-Urbain, Finistère

Saint-Urbain este o comună în departamentul Finistère, Franța. În 1 ianuarie 2022 avea o populație de 1.669 de locuitori.